# Oberkorn
Oberkorn (lb. Uewerkuer) − wieś (Uertschaft) w południowym Luksemburgu, w kantonie Esch-sur-Alzette, w gminie Differdange. Do 3 października 2015 gmina leżała w dystrykcie Luksemburg. Liczy 4633 mieszkańców (1 stycznia 2023). 
W 1982 zespół Depeche Mode wydał instrumentalny utwór (B-side singla "The Meaning of Love" nazwany "Oberkorn (It's a Small Town)" (pol. "Oberkorn, (to małe miasteczko)"), który bezpośrednio odnosi się do tej miejscowości, w którym Depeche Mode koncertowało 30 marca 1982 roku.